# Rickettsia rickettsii
Rickettsia ricketsii és una espècie bacteriana nadiua del Nou Món i causa la malaltia de la febre de les Muntanyes Rocoses (RMSF). RMSF es transmet per la picada d'una paparra (Ixodoidea) infectada, mentre s'alimenta d'animals de sang calenta, incloent a humans. L'humà és un hoste accidental en el cicle de vida de la paparra-rickèttsia i no cal per mantenir la rickèttsia en l'ambient.
Wolbach es reserva el crèdit de la seva primera i detallada descripció de l'agent etiològic en 1919. Clarament ho reconeix com un bacteri intracel·lular freqüentment trobada en cèl·lula endotelial. I dedueix que en la paparra, i també en cèl·lules de mamífers, el microorganisme era intranuclear. El nucli era amb freqüència completament omplert amb diminutes partícules i es distenia. Wolbach també reconeix la seva similitud amb l'agent del tifus i de la febre fluvial del Japó, no creu que la designació 'rickèttsia' sigui apropiada; i proposa Dermacentroxenus rickettsi. Emile Brumpt troba que l'agent etiològic de RMSF, malgrat algunes incerteses sobre les seves propietats, ho posa en el gènere Rickettsia i en 1922 proposa el nom Rickettsia rickettsii.